# Patellapis glabra
Patellapis glabra är en biart som först beskrevs av Gregory B. Pauly 1989.  Patellapis glabra ingår i släktet Patellapis och familjen vägbin. Inga underarter finns listade i Catalogue of Life.